# Далькі (Великопольське воєводство)
Далькі (пол. Dalki) — село в Польщі, у гміні Ґнезно Гнезненського повіту Великопольського воєводства.
Населення — 271 особа (2011).
У 1975-1998 роках село належало до Познанського воєводства.

## Демографія
Демографічна структура станом на 31 березня 2011 року:
|          | Загалом | Допрацездатний вік | Працездатний вік | Постпрацездатний вік |
| -------- | ------- | ------------------ | ---------------- | -------------------- |
| Чоловіки | 131     | 37                 | 89               | 5                    |
| Жінки    | 140     | 31                 | 93               | 16                   |
| Разом    | 271     | 68                 | 182              | 21                   |